# Monte Sinaí, Chicomuselo
Monte Sinaí är en ort i Mexiko.   Den ligger i kommunen Chicomuselo och delstaten Chiapas, i den sydöstra delen av landet, 800 km sydost om huvudstaden Mexico City. Monte Sinaí ligger 1 332 meter över havet och antalet invånare är 549.
Terrängen runt Monte Sinaí är kuperad åt nordväst, men åt sydost är den bergig. Runt Monte Sinaí är det ganska glesbefolkat, med 42 invånare per kvadratkilometer. Närmaste större samhälle är Chicomuselo, 10,8 km nordost om Monte Sinaí. I omgivningarna runt Monte Sinaí växer huvudsakligen savannskog.